# 中部ジャワ州
中部ジャワ州 (ちゅうぶジャワしゅう、インドネシア語: Jawa Tengah) は、インドネシアの州で、35の県と市で構成されている。ジャワ島に位置する。州都はスマラン。ジャワテンガ州とも表記される。

## 行政区分
県
1. チラチャップ県（英語版） - (チラチャップ（英語版）)
2. バニュマス県（英語版） - (プルウォケルト)
3. プルバリンガ県（英語版） - (プルバリンガ（英語版）)
4. バンジャルヌガラ県（英語版） - (バンジャルヌガラ（英語版）)
5. ケブメン県（英語版） - (ケブメン（英語版）)
6. プルウォレジョ県（英語版） - (プルウォレジョ（英語版）)
7. ウォノソボ県（英語版） - (ウォノソボ（英語版）)
8. マゲラン県（英語版） - (ムンキッド（英語版）)
9. ボヨラリ県（英語版） - (ボヨラリ（英語版）)
10. クラテン県（英語版） - (クラテン（英語版）)
11. スコハルジョ県（英語版） - (スコハルジョ（インドネシア語版）)
12. ウォノギリ県（英語版） - (ウォノギリ（英語版）)
13. カランアニャル県（英語版） - (カランアニャル（英語版）)
14. スラゲン県（英語版） - (スラゲン（英語版）)
15. グロボガン県（英語版） - (グロボガン（英語版）)
16. ブロラ県（英語版） - (ブロラ（英語版）)
17. レンバン県（英語版） - (レンバン（英語版）)
18. パティ県（英語版） - (パティ（インドネシア語版）)
19. クドゥス県（英語版） - (クドゥス（英語版）)
20. ジュパラ県（英語版） - (ジュパラ（英語版）)
21. ドゥマック県（英語版） - (ドゥマック（英語版）)
22. スマラン県（英語版） - (ウンガラン（英語版）)
23. テマングン県（英語版） - (テマングン（英語版）)
24. ケンダル県（英語版） - (ケンダル（インドネシア語版）)
25. バタン県（英語版） - (バタン（英語版）)
26. プカロガン県（英語版） - (カジェン（インドネシア語版）)
27. プマラン県（英語版） - (プマラン（英語版）)
28. テガル県（英語版） - (スラウィ（英語版）)
29. ブレベス県（英語版） - (ブレベス（英語版）)

市
1. マゲラン
2. スラカルタ
3. スマラン
4. プカロガン
5. テガル
6. サラティガ